# Joycelyn Ko
Joycelyn Fok-E Ko (* 10. Januar 1986 in Scarborough, Toronto) ist eine kanadische Badmintonspielerin. 

## Karriere
Joycelyn Ko gewann 2009 die Miami PanAm International im Dameneinzel und 2010 die Panamerikameisterschaft im Damendoppel mit Grace Gao. Sie nahm ebenfalls an den Badminton-Weltmeisterschaften 2010 und 2011 teil, konnte sich dort jedoch nicht im Vorderfeld platzieren.